# 盜跖
盜跖（？—？），春秋時期人物，姬姓，展氏，名跖，一作蹠。传说中的大盜，魯國大夫柳下惠之弟，率領盜匪數千人，人稱“盗跖”，與楚國大盜莊齊名。

## 簡介
盜跖原名不詳，因為古書記載，黃帝時有一大盜名為「跖」，於是化名為「盜跖」。
《莊子·盗跖篇》載，跖為鲁国大夫展禽（柳下惠）之弟，说他“從卒九千人，橫行天下，侵暴諸侯，穴室樞戶，驅人牛馬，取人婦女，貪得忘親，不顧父母兄弟，不祭先祖”。司馬遷稱盜跖竟得以壽終，但不知根據。
在《盗跖》篇中假托盗跖与孔子之间的对话，一方面以一种激进的角度表达了道家绝圣弃智、保身全命的理念；另一方面又以盗亦有道的论说延续了庄子一书的讽世主题，在此文本中的跖亦表现出强烈的道家色彩。
由於盜跖諸匪好“取人婦女”，華北地區信奉盜跖為娼妓的守護神，尊之為“白眉神”。
《莊子·胠篋》故跖之徒問于跖曰：“盜亦有道乎？”跖曰：“何適而無有道邪！夫妄意室中之藏，圣也；入先，勇也；出后，義也；知可否，知（智）也；分均，仁也。五者不備而能成大盜者；天下未之有也。”
毛主义者认为盗跖造反是为了与当时的权贵作斗争，将其行为称为“盗跖起义”。